# Hârsești, Argeș
Hârsești este satul de reședință al comunei cu același nume din județul Argeș, Muntenia, România.

## Istorie
Satul Hârsești este atestat documentar într-un hrisov emis pe data de 7 iunie 1615 de domnitorul Radu la curtea domnească de la Târgoviște (original slavon, pergament, 41,5 / 32 cm., pecete pierdută. Originalul se află în Biblioteca Academiei Române înregistrat cu numărul 194 din 8 iunie 1971):

Din mila lui Dumnezeu, Io Radul Voevod si domn a toata tara Ungrovlahiei, fiul marelui si prea bunului raposatului Mihnea Voevod, da domnia mea aceasta porunca a domniei mele lui Voico din Batia si fiilor lui citi ii va da Dumnezeu, ca sa-i fie ocina in Batia, dar din funia Popeasca, a treia parte, din cimp si din padure si din apa si din vatra satului, de peste tot cit va alege din tit hotarul, deoarece a cumparat Voico de la Manea al Iugai, pentru 1500 aspri de argint, in zilele raposatului parinte al domniei mele, Mihnea Voievod.
Si iarasi a mai cumparat Voico de la Musa a lui Musat, dar din funia Saruleasca, a treia parte din tot hotarul, pentru 850 de aspri, in zilele lui Radu Serban Voievod.
Iar a mai cumparat Vioco ocina la Batia, de la Negrita lui Stan? fiica Sarului, da /din/ funia Sarului jumatate, pentru 2500 de aspri gata.
Si iarasi a mai cumparat Voico ocina in Hirsesti, dar din partea Dadei, fiica lui Birca, jumatate, din cimp si din padure si din apa si din livezi si din vad de moara, de peste tot locul, cit i se va alege cumparatura, pina in vilceaua lui Musat, caci a cumparat Voico de la Badea, pentru 1750 de aspri gata, in zilele lui Mihail Voevod.
Si iarasi a mai cumparat Voico de la Stana a Elinei si de la Neacsa, fiica Stanei, din funia Tofleasca, jumatate din tot hotarul, cit se va alege, pentru 1730 de aspri gata.
Si de la Rada, fiica ...... din Hirsesti, partea ....... si cumparatura cit vor avea, din funia Jitieneasca jumatate, cumparatura pina in vilceaua lui Musat, pentru 845 de aspri, in zilele lui Radu Serban Voevod.